# Mandragora (film)
Mandragora – czeski dramat psychologiczny z 1997 roku w reżyserii Wiktora Grodeckiego. Film jest fabularną kontynuacją tematu filmu dokumentalnego pt. Body Without Soul zrealizowanego przez tego reżysera rok wcześniej, a traktującego o prostytucji wśród czeskich nastolatków.
Film zdobył szereg nagród i obejrzał go również Václav Havel, który w liście do reżysera osobiście gratulował mu filmu.

## Fabuła
Opowieść o chłopaku, który przez ojca ucieka z domu. Zdany tylko na siebie, błąka się po Pradze, stykając się ze światem prostytucji i pornografii, narkotykami i AIDS.